# Венера и Амур (картина Сустриса)
«Венера и Амур», или «Марс, Венера и Амур» (фр. Vénus et l'Amour; Mars, Vénus et l'amour) — картина голландского художника венецианской школы Ламберта Сустриса, написанная около 1554 года. Находится в Лувре (Франция) в Зале «Джоконды».

## Описание
Ламберт Сустрис написал эту крупноформатную картину, работая в то время в мастерской Тициана. По-видимому, картина основана на колоризме его учителя Тициана, который часто рисовал подобные изображения Венеры.
На полотне изображена обнажённая Венера, полусидящая на кровати, ласкающая парочку голубей, пытающихся спариться. Голубь — один из атрибутов Венеры. Её сын Амур (или Купидон), обнажённый и крылатый, со своим колчаном готовится уколоть голубя-самца своей стрелой, чтобы помочь ему совокупиться. В глубине сцены мы видим приближающегося вдалеке бога войны Марса, который идёт к Венере.

## История
Возможно, картина была написана по заказу члена банкирской семьи Фуггеров из Аугсбурга. До Людовика XIV картина, вероятно, принадлежала французскому бизнесмену и коллекционеу Эверхарду Ябаху, который, видимо, владел всеми работами Сустриса, позже приобретёнными Людовиком XIV, и, возможно, купил партию работ художника на аукционе на распродаже поместья Фуггеров в Аугсбурге в 1650 году. Вероятно, картина была куплена у Ябаха суперинтендантом финансов Николя Фуке, а затем конфискована у него под опеку Шарля Лебрена в 1662 году и девятью годами позже вошла в коллекцию Людовика XIV.